# 福田誠 (小説家)
福田 誠（ふくだ まこと、1964年3月3日 - ）は、東京都出身の歴史ライター・小説家・ゲームデザイナーである。

## 略歴
東京都出身。高校時代にウォーゲームに出会い、卒業後、アドテクノスおよびその後身であるランダムに所属。デザインに関わったゲームはアドテクノスやツクダホビーから発売された。ウォーゲーム業界の衰退後は、歴史・戦史関係の記事や架空戦記小説を執筆。

## 著作

### 仮想戦記
- 超時空ミサイル戦艦「大和」ミッドウェイ強襲作戦 （コスミック出版）
- 超弩級ミサイル戦艦「大和」ハワイ強襲上陸作戦 （コスミック出版）
- 両雄の戦国〈上〉激突覇王記 （コスミック出版）
- 戦略潜水戦艦、ニューヨーク攻撃! （有楽出版社）
- 上杉軍神伝1-(歴史群像新書)（学習研究社）
- 上杉軍神伝2-(歴史群像新書)（学習研究社）
- 上杉軍神伝3-(歴史群像新書)（学習研究社）
- 機密空母赤城1-(歴史群像新書)（学習研究社）
- 機密空母赤城2-(歴史群像新書)（学習研究社）
- 機密空母赤城3-(歴史群像新書)（学習研究社）
- 機密空母赤城4-(歴史群像新書)（学習研究社）

### 単行本（共著）
- 第二次大戦 世界の戦艦 (ミリタリー選書)（イカロス出版）
- 第二次大戦作戦名事典（光栄）
- 第二次大戦海戦事典（光栄）
- 艦船名鑑 1939～45（光栄）
- 航空機名鑑 ジェット時代編 上（光栄）
- 航空機名鑑 ジェット時代編 下（光栄）
- 戦車名鑑 1939～45（光栄）
- 航空機名鑑 1939～45（光栄）
- 太平洋戦争海戦ガイド（新紀元社）
- 名城攻防戦（光栄）
- 幕末大全（下）「五稜郭」学研「歴史群像」シリーズNo.74
- 「帝国陸海軍 補助艦艇」学研「歴史群像」シリーズ太平洋戦争シリーズNo.37
- 「日本の要塞」学研「歴史群像」シリーズ日本の戦争遺跡シリーズ
- 連合艦隊 小沢機動部隊編 世界文化社「連合艦隊」シリーズ
- 連合艦隊 水雷戦隊編 世界文化社「連合艦隊」シリーズ
- ヒトラーの野望（上）世界文化社「ビッグマンスペシャル」シリーズ
- ヒトラーの野望（下）世界文化社「ビッグマンスペシャル」シリーズ
- マッカーサーの日本占領 界文化社「ビッグマンスペシャル」シリーズ
- 戦記シリーズNo.55「日本軍戦闘機」新人物往来社「別冊歴史読本」シリーズ
- 戦記シリーズNo.65「空母機動部隊」新人物往来社「別冊歴史読本」シリーズ
- 戦記シリーズNo.66「戦車機甲部隊」新人物往来社「別冊歴史読本」シリーズ
- よみがえる戦国武将伝説 宝島社「別冊宝島」シリーズ
- よみがえる幕末伝説 宝島社「別冊宝島」シリーズ
- 僕たちの好きな零戦 宝島社「別冊宝島」シリーズ

### 文庫（共著）
- 日本戦史 戦国編〈2〉(学研M文庫)
- 戦国武将（宝島文庫）
- よみがえる幕末伝説（宝島文庫）
- 第二次大戦 世界の戦艦ミリタリー選書6 （イカロス出版）

### 雑誌 ムック
- 学研「歴史群像」 
  - 2007年 4月号 No.82「上杉激震！ 御館の乱 龍を継ぐ者たちの仁義無き抗争」
  - 2005年10月号 No.73「徳川家康、東部戦線の死闘」
  - 2004年10月号 No.67「軍閥戦争と張作霖爆殺事件」
  - 2004年 8月号 No.66「発掘 舞子砲台」
  - 2004年 4月号 No.64「鳥羽伏見の戦い」
  - 2004年 2月号 No.63「黒船来航」
  - 2003年10月号 No.61「激闘 北越戦争」
  - 2003年 4月号 No.58「激闘 熊本城」
  - 2002年12月号 No.56「五稜郭」
  - 2002年10月号 No.55「武田遺領争奪戦」
  - 2002年 6月号 No.53「品川台場」
  - 2002年 4月号 No.52「宮古湾海戦」
  - 2002年 2月号 No.51「織田信長 尾張統一」
  - 2001年10月号 No.49「上杉謙信 天下への大望」
  - 1999年冬春号 No.37「詳解 戦国八陣」
  - 1998年秋冬号 No.36「スマトラ空挺作戦」
  - 1997年夏秋号 No.31「宇喜多秀家」
  - 1997年春夏号 No.30「孫子の兵法 応用編…武田信玄の場合」

### コーエーゲームガイド（共著）
- 信長の野望合戦事典
- 信長の野望合戦事典(2) 信玄vs謙信
- 名城攻防戦 信長の野望合戦事典
- 信長の野望・革新 武将FILE
- 戦国無双キャラクターズ真書
- 提督の決断4 マスターブック
- 決戦ワールドガイド
- 信長の野望覇王伝事典

### ゲームデザイン
（注釈ない限りはテーブルゲーム）
- ノルマンディ上陸作戦（アドテクノス）
- レッドサン・ブラッククロス（アド・テクノス）
  - サブゲームデザイナー
- はしれパットン（アド・テクノス）
  - 米国へも輸出された。
- ヘリボーンタクティクス（アド・テクノス）
- 海上護衛戦（アド・テクノス）
- ファッショナブルテニス (タカラ)
- エキサイティングサッカー (タカラ)
- 爆走カーレース (タカラ)
- 幸村外伝 (ツクダホビー)
- 信玄上洛 (ツクダホビー)
  - ゲームジャーナルで再版
- 関東制圧 (ツクダホビー)
  - ゲームジャーナルで再版
- 独眼竜政宗 (ツクダホビー)
- パンツァーカイル (ツクダホビー)
- 信長風雲録 (ツクダホビー)
  - ゲームアドバイザーで、直接デザインにタッチせず
- オペレーション・オクトーバー・タイフーン (ツクダホビー)
- 秀吉軍記 (ツクダホビー)
  - ゲームジャーナルで再版
- 甲斐の虎 (ツクダホビー)
- 西国の雄 (ツクダホビー)
- 九州三国志 (ツクダホビー)
- 戦国の一番長い日 (ツクダホビー)
- ジャパンラリー (ツクダホビー)
- 脱税天国 (ツクダホビー)
- 信玄最後の戦い (国際通信社)

## 関連する人物
- 高梨俊一
- 佐藤大輔
- 加藤伸郎